# Basic Element (zespół muzyczny)
Basic Element – szwedzka grupa muzyczna, tworząca muzykę z gatunku eurodance, powstała w 1992 roku w Malmö. W skład zespołu wchodzą: Peter Thelenius (wokalista, raper), Jonas Wesslander (raper) oraz wokalistka Andrea Myrander. Zespół na całym świecie sprzedał łącznie ponad milion płyt.
W roku 1994 grupa wydała debiutancki album Basic Injection, a ich utwór The Promise Man znalazł się na szczycie wielu skandynawskich list przebojów. W samej Szwecji płyta sprzedała się w 35 000 egzemplarzy.

## Dyskografia

### Albumy
1. Basic Injection (1994)
2. The Ultimate Ride (1995)
3. The Earthquake (1998)
4. The Empire Strikes Back (2007)
5. The Truth (2008)

### Single
- Move Me (1993)
- The Promise Man (1993)
- Touch (1994)
- Leave It All Behind (1994)
- The Ride (1995)
- The Fiddle (1995)
- This Must Be A Dream (1995)
- Queen Of Love (1995)
- Shame (1996)
- Rule Your World (1996)
- Heaven Can't Wait Just For Love (1996)
- Rok The World (1998)
- Love 4 Real (1999)
- This Must Be A Dream 2005 (2005)
- Raise The Gain (2006)
- I'll Never Let You Know (2006)
- To You (2007)
- Out Of This World (2007)
- Feelings (2008)
- Touch You Right Now (2008)
- Turn Around (2008)
- Devotion (2008)
- The Bitch (2009)
- Not With You (2009)
- Got You Screaming (2010)
- Turn Me On (2011)
- Shades (2012)
- Someone Out There (2014)
- Good To You (2016)